# Sistem za instrumentalno pristajanje
Sistem za instrumentalno pristajanje, znan pod angleško kratico ILS (instrument landing system), pilotu omogoči pristanek tudi ob slabši vidljivosti oziroma tudi v nični vidljivosti, tako da mu pomaga poravnati letalo s pristajalno stezo. Sistem CAT IIIB omogoča tudi avtomatski pristanek (ang. Autoland), če je letalo pravilno opremljeno. ILS je najpomembnejši sistem za instrumentalno pristajanje. V Sloveniji jih imajo letališča: LJCE, LJMB, LJLJ. Prvi sistem take vrste se je pojavil leta 1940. 

## Opis sistema
Sistem ILS deluje s pomočjo dveh antenskih sistemov ob pristajalni stezi, ki oddajata snopa radijskih signalov v smeri pravilne poti približevanja stezi (z naklonom 3° glede na stezo). Eden od teh antenskih sistemov je usmerjen točno v smeri pristajalne steze, drugi pa približno 3° navzgor. Prikazovalnik v kabini letala pilotu stalno prikazuje položaj poti letala glede na idealno pot približevanja stezi. Osnovna izvedba tega prikazovalnika sta dve med seboj pravokotni črti, od katerih vodoravna prikazuje vertikalni odmik od pravilne poti, navpična pa odmik levo ali desno od središča steze. Ko se obe črti združita na sredini instrumenta, je letalo poravnano s stezo. 
Poleg teh anten so na različnih razdaljah od steze postavljene še antene za indikacijo oddaljenosti letala od steze; njihov signal je usmerjen navpično v zrak. Ko letalo prečka radijski snop take antene (od katerih vsaka oddaja različen signal), sistem indicira pilotu, da je za določeno razdaljo oddaljen od steze. Namesto te komponente sistema se dandanes uporabljajo tudi druge metode za merjenje razdalje, kot sta npr. radar in GPS.